# 그놈 소프트웨어

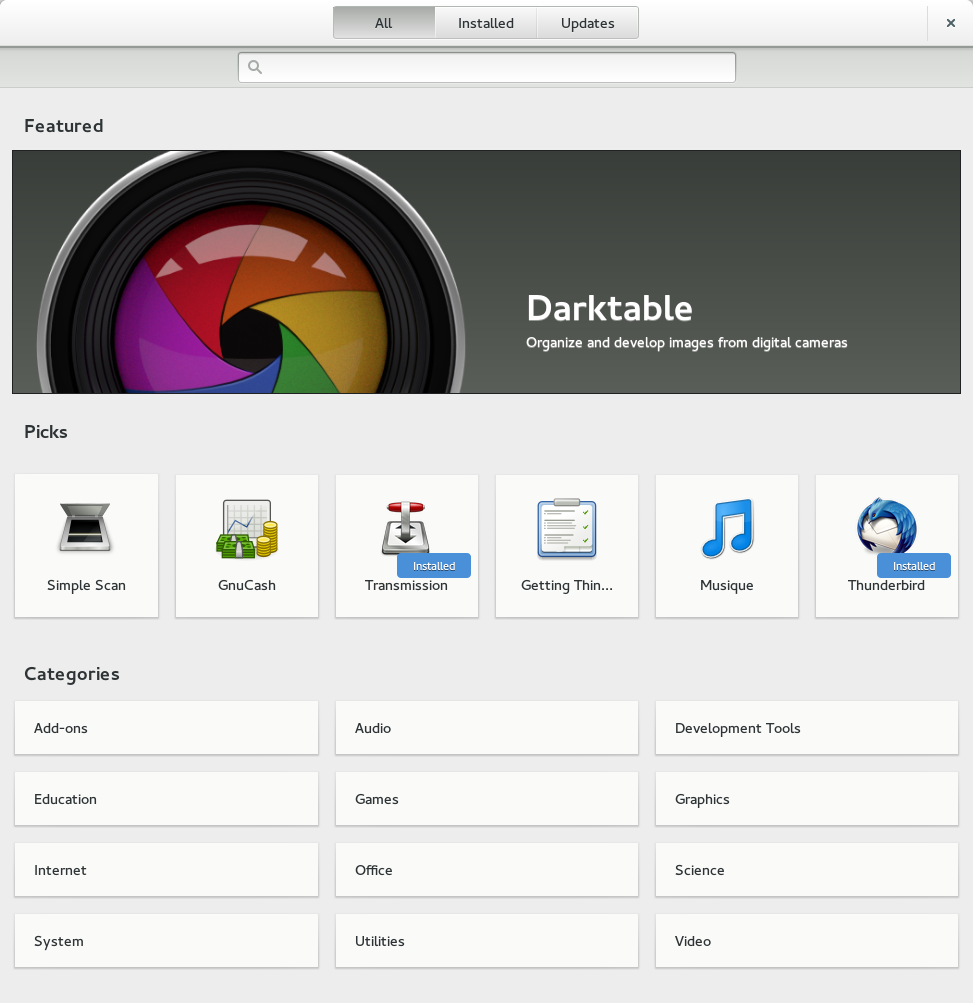
그놈 소프트웨어에 게시된 응용프로그램 개발자들

그놈 소프트웨어(GNOME Software)는 리눅스 운영 체제에서  그놈 데스크톱 환경의 패키지 관리자이다.
패키지킷(PackageKit)을 기반으로 GUI 환경에서 소프트웨어의 설치, 업데이트 등 지속적이고 보안적인 측면에서 매우 중요한 역할을 담당한다.
페도라에서는 '페도라 소프트웨어'로 우분투에서는 '우분투 소프트웨어'라는 명칭으로 기능이 최적화되어 포팅되어있다.

## 개발자
사실상 페도라 소프트웨어나 우분투 소프트웨어에 게시하기 위해 응용 프로그램 개발자들은 사용자의 안정성 확보등의 차원에서 공식적인 확인절차를 통한 각 운영 체제의 패키지 배포 규칙을 준수해서 응용 프로그램을 제작해야한다.

## 같이 보기
- 그놈
- KDE
- 데비안
- 시냅틱 꾸러미 관리자